# Zbigniew Aleksander Rozmanit

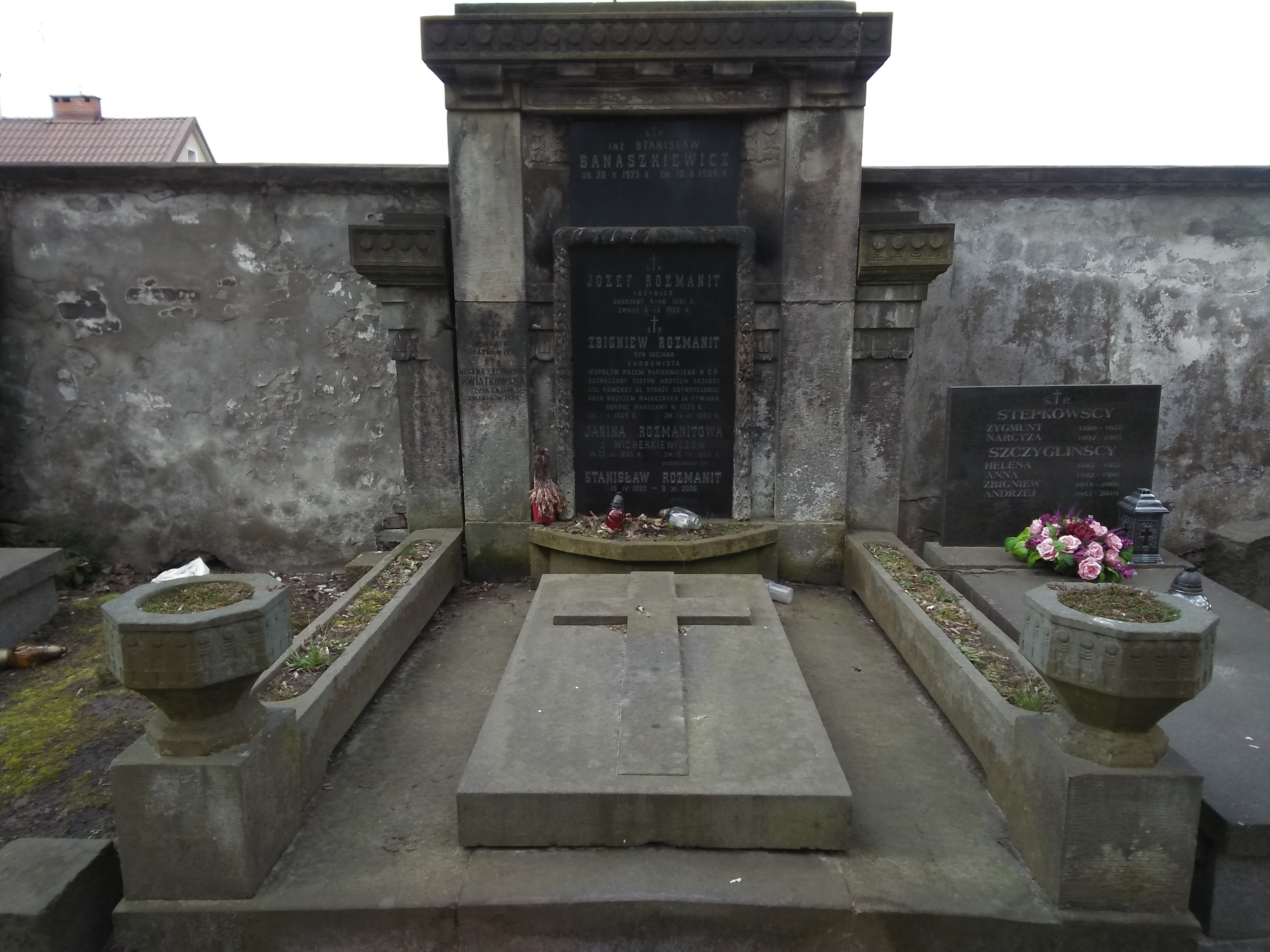
Grób Zbigniewa Aleksandra Rozmanita na cmentarzu Powązkowskim

Zbigniew Aleksander Rozmanit (h. Leliwa) (ur. 15 stycznia 1889 w Warszawie, zm. 14 listopada 1983 tamże) – polski działacz gospodarczy, przemysłowiec.
Z wykształcenia był ekonomistą, od 1928 do 1934 radnym m.st. Warszawy. Równocześnie zasiadał w zarządzie towarzystwa ubezpieczeniowego „Vita I Krakowskie”. Pełnił funkcję prezesa zarządu założonej przez siebie Fabryki Tektur w Fordonie k. Bydgoszczy. Do 1939 był członkiem Rady Związku Przemysłowców. 
Po zakończeniu II wojny światowej skonfiskowano mu majątek i potraktowano go jako wroga ustroju socjalistycznego. W 1948 podczas rozprawy sądowej został oskarżony o malwersacje finansowe na wielką skalę i skazany na wyrok śmierci, który zamieniono na wieloletnie więzienie. Po kilkunastu latach został zwolniony z zakładu karnego i pracował jako szeregowy pracownik w zakładach „Inco”.
Spoczywa na cmentarzu Powązkowskim w Warszawie (pod murem ul. Tatarskiej, grób 117/118).